# کاراولی
کاراولی (به اسپانیایی: Caravelí) یک منطقهٔ مسکونی در پرو است که در Caravelí Province واقع شده‌است. کاراولی ۵٬۰۰۰ نفر جمعیت دارد و ۱٬۷۷۹ متر بالاتر از سطح دریا واقع شده‌است.